# Blagoevo
Blagoevo in russo Благоево? è un insediamento di tipo urbano di 1 856 abitanti situato in Russia, nella Repubblica dei Komi, nel distretto Udorskij. Vaška
Si trova sulla riva destra del fiume Vaška.